# Smíchovské nádraží metróállomás
Smíchovské nádraží egy metróállomás Prágában a prágai B metró vonalán.

## Szomszédos állomások
A metróállomáshoz az alábbi állomások vannak a legközelebb:
- Radlická (Zličín)
- Anděl (Černý Most)

## Átszállási kapcsolatok
| B (Zličín ↔ Černý Most) | |                         |
| Állomás                 | Átszállási kapcsolatok | Fontosabb létesítmények |
| Smíchovské nádraží      | 105, 118, 125, 129, 172, 190, 196, 197, 241, 244, 314, 317, 318, 320, 321, 334, 338, 360, 361, 390, 901 4, 5, 12, 20, 94 R10 R16 R18 R19 R26 S5 S6 S65 S7 Praha-Smíchov | Praha-Smíchov           |